# Gare d'Aouste-sur-Sye
La gare d'Aouste-sur-Sye est une gare ferroviaire française, fermée, de la ligne de Livron à Aspres-sur-Buëch. Elle est située sur le territoire de la commune d'Aouste-sur-Sye, dans le département de la Drôme en région Auvergne-Rhône-Alpes.
Mise en service en 1885, elle est fermée en 1972.

## Situation ferroviaire
Établie à 206 mètres d'altitude, la gare d'Aouste-sur-Sye est située au point kilométrique (PK) 21,280 de la ligne de Livron à Aspres-sur-Buëch, entre les gares de Crest et de Piégros-la-Clastre - Blacons.

## Histoire
Le 31 août 1885, le ministre des travaux publics autorise la Compagnie des chemins de fer de Paris à Lyon et à la Méditerranée à livrer à l'exploitation les 37,389 km de la section de Crest à Die de sa ligne de Crest à Aspres-sur-Buëch. Cette ouverture concerne également les stations intermédiaires de : Aoust, Saillans, Vercheny et Pontaix. La compagnie met en service cette section le 1er septembre 1885.
La gare est fermée le 6 mars 1972 lors de la suppression du service omnibus sur la ligne[réf. souhaitée].